# حسيكة بورتوريكية
حسيكة بورتوريكية (الاسم العلمي:Bidens portoricensis) هي نوع من النباتات تتبع جنس الحسيكة من الفصيلة النجمية.